# بابيلون (نيويورك)
بابيلون (بالإنجليزية: Babylon)‏ هي واحدة من عشر أحياء في مقاطعة سوفولك في مانهاتن في نيويورك. يبلغ عدد السكان 	214,191 نسمة.